# Parpadeo (ocular)

Ejemplo de un ojo humano parpadeando.

El parpadeo es el cierre y apertura rápida de los párpados. Es una función esencial del  ojo que ayuda a difundir a través de las lágrimas y eliminar los irritantes de la superficie de la córnea y la conjuntiva. La velocidad del parpadeo puede verse afectada por elementos como la fatiga, lesiones en los ojos, los medicamentos y la enfermedad. La tasa del parpadeo se determina por el centro "intermitente", pero también puede verse afectada por estímulos externos. Cuando un humano o animal elige parpadear un solo ojo como una señal a otro en un entorno social (una forma de lenguaje corporal), es conocido como un guiño. Sin embargo, algunos animales (por ejemplo, las tortugas y hámsteres) parpadean los ojos de forma independiente uno del otro.

## Función y anatomía del parpadeo

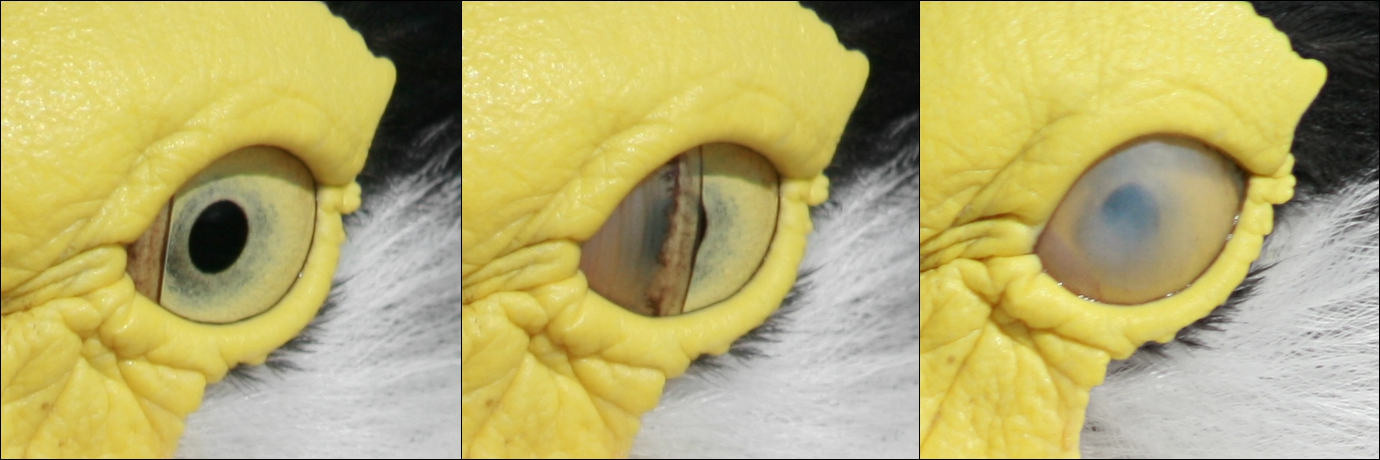
Las aves, los reptiles y los tiburones parpadean con una membrana nictitante de un lado del ojo al otro.

El parpadeo proporciona la humedad en los ojos por riego con lágrimas y un lubricante que los ojos segregan. El párpado dispone de succión a través del ojo en el conducto lagrimal del ojo para evitar que se sequen. 
El parpadeo también protege al ojo de irritantes. Las pestañas son los pelos adjuntos a la parte superior e inferior de los párpados que crean una línea de defensa contra el polvo y otros elementos a la vista. Las pestañas capturan la mayoría de estos irritantes antes de llegar al globo ocular. 
Existen múltiples músculos que controlan los reflejos de control de parpadeo los cuales son muy rápidos. Los músculos principales, en el párpado superior, que  controla la apertura y cierre con el músculo orbicular del ojo y elevador del párpado superior y el músculo. El músculo orbicular del ojo cierra el ojo, mientras que la relajación y la contracción del músculo elevador del párpado abre el ojo. El músculo de Müller, o de los músculos palpebrales superiores, en el párpado superior y el músculo palpebral inferior en el párpado inferior son responsables de la ampliación de los ojos. Estos músculos no son sólo razones imperiosas de parpadear, pero también son importantes en muchas otras funciones, como entrecerrar los ojos y guiñando un ojo. El músculo palpebral inferior se coordina con el recto inferior a tirar abajo el párpado inferior cuando uno mira hacia abajo. Además, cuando los ojos se mueven, a menudo hay un abrir y cerrar, abrir y cerrar está pensado para el ojo para cambiar su punto de destino.
Además, un reciente estudio de laboratorio pudo revelar un patrón en el comportamiento de parpadeo de los párpados humanos que está relacionado de forma muy significativa con el estrés psicológico (mental).

### Coordinación nerviosa
Aunque uno puede pensar que el estímulo desencadenante del parpadeo son la sequedad o la irritación, lo más probable es que éste sea controlado por un centro "intermitente" del globo pálido del núcleo caudado, un organismo de las células nerviosas entre la base y la superficie exterior del cerebro. Sin embargo, los estímulos externos pueden contribuir. La duración del parpadeo es de 300 a 400 milisegundos... 
Mayor es la activación de la producción dopaminérgica en camino de la dopamina en el cuerpo estriado se asocia con una mayor tasa de los ojos de parpadeo espontáneo. Las condiciones en las que se reduce la disponibilidad de la dopamina como la enfermedad de Parkinson han reducido la frecuencia de parpadeo, mientras que las condiciones en el que se plantean, como la esquizofrenia tienen una tasa de aumento.

## Parpadeo en la vida diaria

### Niños
Los bebés no parpadean en la misma proporción de los adultos, de recién nacidos, sólo parpadean a una tasa promedio de una o dos veces en un minuto. La razón de esta diferencia se desconoce, pero se sugiere que los bebés no necesiten la misma cantidad de lubricación de los ojos que los adultos debido a su apertura palpebral, que es menor en relación con los adultos. Además, los bebés no producen lágrimas durante su primer mes de vida. Los bebés también duermen una cantidad significativa más que los adultos, y, como se comentó anteriormente, los ojos fatigados parpadean más. Sin embargo, durante la infancia aumenta la tasa de parpadeo, y en la adolescencia, suele ser equivalente a los adultos.
El reflejo de parpadeo (RP) es el reflejo de tronco cerebral más ampliamente utilizado en la práctica clínica. Es una exploración neurofisiológica realizada en la sección o consultas de electromiografía que consiste en la obtención de respuestas mediante estimulación eléctrica para el estudio de patologías que afectan al tronco cerebral.
La rama aferente de este reflejo es el nervio trigémino, y la eferente  el nervio facial, viajando las aferencias a través del campo medial del tegmento hacia el núcleo espinal trigeminal. La primera rama del trigémino (nervio supraorbitario) es la que se utiliza normalmente en los diferentes protocolos validados internacionalmente, para estudiar la integración neurofisiológica de dicho reflejo. Estructuras suprasegmentales como la corteza cerebral y los ganglios basales o, incluso, el cerebelo, modulan el comportamiento del RP.
Mediante registro con electrodos de superficie o subdérmicos en músculo orbicular de los párpados bilateral, se realiza estimulación eléctrica de nervio supraorbitario en ambos lados, obteniéndose tres respuestas denominadas no nociceptiva (R1), nociceptiva (R2) y ultranociceptiva (R3), que aparecen antes de la activación voluntaria muscular facial.
La respuesta inicial del RP llamada R1 es unilateral e ipsilateral al sitio facial estimulado, con una latencia de 10 a 15 milisegundos y sirve como preparación para el inicio del parpadeo; se genera en una vía oligosináptica formada por dos o tres interneuronas, de manera que el nervio trigémino conduce esta sensación hasta los núcleos sensitivos del trigémino, que se encuentran en la protuberancia del troncoencéfalo. Este núcleo sensitivo del trigémino se conecta mediante fibras A beta con el núcleo motor del nervio facial del mismo lado a nivel de la protuberancia. El núcleo del nervio facial estimula el nervio facial, y se produce una contracción del párpado del mismo lado.
La segunda respuesta del RP se llama R2 es bilateral y se genera justo al inicio del parpadeo mismo, tratándose de una vía multisináptica. Para la conducción de los impulsos aferentes responsables de la generación de la R2 hay aún discusión acerca de si son las fibras A beta o las fibras A delta las involucradas en la producción de dicha respuesta. De cualquier forma, los impulsos neurales alcanzan la protuberancia, al núcleo sensitivo del nervio trigémino. Éste se conecta con el núcleo sensitivo del trigémino del mismo lado en el troncoencéfalo a nivel del bulbo, en sentido descendente. El impulso vuelve a ascender a través del núcleo sensitivo del nervio trigémino, desde el bulbo hacia la protuberancia, cruzando hacia el núcleo del otro lado, es decir, de forma bilateral. Ambos núcleos protuberanciales sensitivos del trigémino conectan con los núcleos motores del nervio facial, los cuales estimulan el nervio facial, y se produce una contracción del párpado en ambos lados (25-30 ms. tras el estímulo).
Igualmente, de forma bilateral aparece una tercera respuesta llamada R3. Esta es una respuesta netamente ultranociceptiva y, al parecer, regula la integración entre las motoneuronas alfa y gama a nivel del tallo cerebral; además, sirve como un mecanismo de defensa ante agresiones dolorosas profundas. Esta respuesta tiene una latencia de 60 milisegundos o más tras aplicarse la estimulación eléctrica trigeminal y mucho antes de que se produzca una contracción muscular facial voluntaria.

### Adultos
Mujeres y hombres no difieren en sus tasas de parpadeo espontáneo En general, cada parpadeo se da en intervalos de 2-10 segundos; las tasas varían según el individuo, pero el promedio es de alrededor de 10 parpadeos por minuto, en un laboratorio. Sin embargo, cuando los ojos se centran en un objeto durante un período prolongado de tiempo, como cuando se lee, la tasa de parpadeo se reduce a cerca de 3 veces por minuto. Esta es la razón principal de que los ojos se secan y se fatigan al leer. 
El parpadeo de los ojos puede ser un criterio para el diagnóstico de las condiciones médicas. Por ejemplo, el parpadeo excesivo puede ayudar a indicar la aparición del síndrome de Tourette, los accidentes cerebrovasculares o los trastornos del sistema nervioso. Un tipo reducido de parpadeo se asocia con la enfermedad de Parkinson. Los pacientes de Parkinson tienen una mirada distinta de serpentina que es muy reconocible.